# El Fedjoudj Boughrara Saoudi
El Fedjoudj Boughrara Saoudi est une commune de la wilaya d'Oum El-Bouaghi en Algérie.

## Géographie

### Localités de la commune
La commune de El Fedjoudj Boughrara Saoudi est composée de 13 localités:
- Boughrara Saoudi El Fedjoudj centre
- Saffane
- El Houadsa
- Guern El Maghsel
- Bir El Guern
- El Henada
- Ank El Djemel
- Fedj Errih
- Aïn Karma
- Gabel Guellil
- Cherchar
- Benhineh
- Gabe Echabka